# ألين ك. أونو
ألين ك. أونو (بالإنجليزية: Allen K. Ono)‏ هو عسكري أمريكي، ولد في 31 ديسمبر 1933 في هونولولو في الولايات المتحدة، وتوفي في 1 أغسطس 2016.